# Brunhalset trappe
Brunhalset trappe (Neotis denhami eller Ardeotis denhami) er en fugleart, der lever i det subsahariske Afrika. Trapper er en gruppe af høje og slanke fugle med lange ben, der især lever omkring eller syd for ækvator.